# Familia Simpson (sezonul 15)
Al cincisprezecelea sezon al serialului de televiziune american Familia Simpson a fost difuzat în zilele de duminică în perioada 2 noiembrie 2003 - 23 mai 2004. Sezonul conține cinci episoade realizat în timpul sezonului  precedent (EABF). Cel mai vizionat episod a avut 16,2 milioane de telespectatori, iar slab vizionat a avut 6,2 milioane de telespectatori. Acesta 15 a fost lansat pe DVD și Blu-ray în Regiunea 1 pe 4 decembrie 2012, Regiunea 2 pe 3 decembrie 2012 și Regiunea 4 pe 12 decembrie 2012.

## Recepție

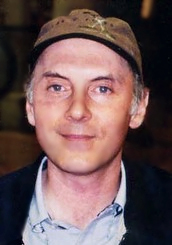
Actorul principal al sezonului 15

Sezonul 15 a primit recenzii pozitive, deși mulți critici au considerat că episoadele sale sunt de o calitate mult mai slabă decât cele produse în primul deceniu al serialului.
High Def Digest a acordat un rating de 4 stele sezonului, menționând că „'Familia Simpson' este una dintre puținele emisiuni la care știu sigur că voi râde în hohote cel puțin o dată pe episod. Deși umorul specific primului deceniu [al serialului] și-a pierdut din vlagă, încă consider 'Familia Simpson' un mod plăcut de a-mi petrece timpul. Puține lucruri sunt mai bune decât a viziona un nou sezon din 'Familia Simpson' pe Blu-ray, urmărind fiecare episod cap-coadă cât de repede pot.” CraveOnline a oferit sezonului nota 8.5/10 și a remarcat că acei fani ai Familiei Simpson care au abandonat serialul în jurul sezonului 12 au ratat multe episoade amuzante. DVDActive a declarat că „sezonul 15 nu este unul dintre cele mai bune ale serialului, dar sunt aproape sigur că nu este unul dintre cele mai proaste”. ScreenJabber i-a acordat un rating de 4 stele, declarând următoarele: „Imaginați-vă cât am fost de surprins când m-am așezat să revizuiesc sezonul 15[...] și am realizat că nu am văzut majoritatea episoadelor sale. Imaginați-vă, așadar, cât de bucuros am fost să am șansa să vizionez aproape 22 de episoade noi din 'Familia Simpson', deși au fost realizate cu un deceniu în urmă. Și cu toate că unele referințe culturale sunt puțin învechite, încă există numeroase scene amuzante. [...] Luând toate lucrurile în considerare, un sezon mai mult decât decent al acestui serial longeviv”. BubbleBlabber i-a acordat nota 9/10 și a concluzionat că „în ceea ce privește conținutul său, sezonul 15 a fost unul foarte subestimat și a introdus o serie de episoade clasice”.
Sezonul s-a clasat pe locul 42 în ratingurile de sezon. Audiența medie a fost de 10,59 milioane de spectatori.

## Episoade
| Nr. | Episodul | Titlu                                                               | Regizor           | Scenarist                       | Data difuzării    | Cod de producție | Audiență SUA (milioane) |
| --- | -------- | ------------------------------------------------------------------- | ----------------- | ------------------------------- | ----------------- | ---------------- | ----------------------- |
| 314 | 1        | „Treehouse of Horror XIV"                                           | Steven Dean Moore | John Swartzwelder               | 2 noiembrie 2003  | EABF21           | 16.22                   |
|     |          |                                                                     |                   |                                 |                   |                  |                         |
| 315 | 2        | „My Mother the Carjacker"                                           | Nancy Kruse       | Michael Price                   | 9 noiembrie 2003  | EABF18           | 12.4                    |
|     |          |                                                                     |                   |                                 |                   |                  |                         |
| 316 | 3        | „The President Wore Pearls"                                         | Mike B. Anderson  | Dana Gould                      | 16 noiembrie 2003 | EABF20           | 12.7                    |
|     |          |                                                                     |                   |                                 |                   |                  |                         |
| 317 | 4        | „The Regina Monologues"                                             | Mark Kirkland     | John Swartzwelder               | 23 noiembrie 2003 | EABF22           | 12.2                    |
|     |          |                                                                     |                   |                                 |                   |                  |                         |
| 318 | 5        | „The Fat and the Furriest"                                          | Matthew Nastuk    | Joel H. Cohen                   | 30 noiembrie 2003 | EABF19           | 11.7                    |
|     |          |                                                                     |                   |                                 |                   |                  |                         |
| 319 | 6        | „Today I Am a Clown"                                                | Nancy Kruse       | Joel H. Cohen                   | 7 decembrie 2003  | FABF01           | 10.5                    |
|     |          |                                                                     |                   |                                 |                   |                  |                         |
| 320 | 7        | „'Tis the Fifteenth Season"                                         | Steven Dean Moore | Michael Price                   | 14 decembrie 2003 | FABF02           | 11.3                    |
|     |          |                                                                     |                   |                                 |                   |                  |                         |
| 321 | 8        | „Marge vs. Singles, Seniors, Childless Couples and Teens, and Gays" | Bob Anderson      | Jon Vitti                       | 4 ianuarie 2004   | FABF03           | 12.0                    |
|     |          |                                                                     |                   |                                 |                   |                  |                         |
| 322 | 9        | „I, (Annoyed Grunt)-bot"                                            | Lauren MacMullan  | Dan Greaney & Allen Glazier     | 11 ianuarie 2004  | FABF04           | 16.3                    |
|     |          |                                                                     |                   |                                 |                   |                  |                         |
| 323 | 10       | „Diatribe of a Mad Housewife"                                       | Mark Kirkland     | Robin J. Stein                  | 25 ianuarie 2004  | FABF05           | 10.6                    |
|     |          |                                                                     |                   |                                 |                   |                  |                         |
| 324 | 11       | „Margical History Tour"                                             | Mike B. Anderson  | Brian Kelley                    | 8 februarie 2004  | FABF06           | 8.9                     |
|     |          |                                                                     |                   |                                 |                   |                  |                         |
| 325 | 12       | „Milhouse Doesn't Live Here Anymore"                                | Matthew Nastuk    | Julie Chambers & David Chambers | 15 februarie 2004 | FABF07           | 9.4                     |
|     |          |                                                                     |                   |                                 |                   |                  |                         |
| 326 | 13       | „Smart & Smarter"                                                   | Steven Dean Moore | Carolyn Omine                   | 22 februarie 2004 | FABF09           | 12.6                    |
|     |          |                                                                     |                   |                                 |                   |                  |                         |
| 327 | 14       | „The Ziff Who Came to Dinner"                                       | Nancy Kruse       | Deb Lacusta & Dan Castellaneta  | 14 martie 2004    | FABF08           | 10.7                    |
|     |          |                                                                     |                   |                                 |                   |                  |                         |
| 328 | 15       | „Co-Dependents' Day"                                                | Bob Anderson      | Matt Warburton                  | 21 martie 2004    | FABF10           | 11.2                    |
|     |          |                                                                     |                   |                                 |                   |                  |                         |
| 329 | 16       | „The Wandering Juvie"                                               | Lauren MacMullan  | John Frink & Don Payne          | 28 martie 2004    | FABF11           | 10.5                    |
|     |          |                                                                     |                   |                                 |                   |                  |                         |
| 330 | 17       | „My Big Fat Geek Wedding"                                           | Mark Kirkland     | Kevin Curran                    | 18 aprilie 2004   | FABF12           | 9.2                     |
|     |          |                                                                     |                   |                                 |                   |                  |                         |
| 331 | 18       | „Catch 'Em If You Can"                                              | Matthew Nastuk    | Ian Maxtone-Graham              | 25 aprilie 2004   | FABF14           | 9.3                     |
|     |          |                                                                     |                   |                                 |                   |                  |                         |
| 332 | 19       | „Simple Simpson"                                                    | Jim Reardon       | Jon Vitti                       | 2 mai 2004        | FABF15           | 9.5                     |
|     |          |                                                                     |                   |                                 |                   |                  |                         |
| 333 | 20       | „The Way We Weren't"                                                | Mike B. Anderson  | J. Stewart Burns                | 9 mai 2004        | FABF13           | 6.6                     |
|     |          |                                                                     |                   |                                 |                   |                  |                         |
| 334 | 21       | „Bart-Mangled Banner"                                               | Steven Dean Moore | John Frink                      | 16 mai 2004       | FABF17           | 8.7                     |
|     |          |                                                                     |                   |                                 |                   |                  |                         |
| 335 | 22       | „Fraudcast News"                                                    | Bob Anderson      | Don Payne                       | 23 mai 2004       | FABF18           | 9.2                     |
|     |          |                                                                     |                   |                                 |                   |                  |                         |